# Iryna Kakuyeva
Iryna Kakuyeva, también transliterado como Irina Kokuyeva –en ruso, Ирина Кокуева; en bielorruso, Ірына Какуева– (Podozertsi, 24 de junio de 1973), es una deportista bielorrusa que compitió en biatlón.
Ganó una medalla de oro en el Campeonato Mundial de Biatlón de 1994, en la prueba de 10 km por equipo. Participó en los Juegos Olímpicos de Lillehammer 1994, ocupando el sexto lugar en las pruebas de velocidad y de relevo.

## Palmarés internacional
| Campeonato Mundial | Campeonato Mundial | Campeonato Mundial | Campeonato Mundial |
| Año                | Lugar              | Medalla            | Prueba             |
| ------------------ | ------------------ | ------------------ | ------------------ |
| 1994               | Canmore (Canadá)   | Medalla de oro     | Equipo             |